# Vleesvliegen

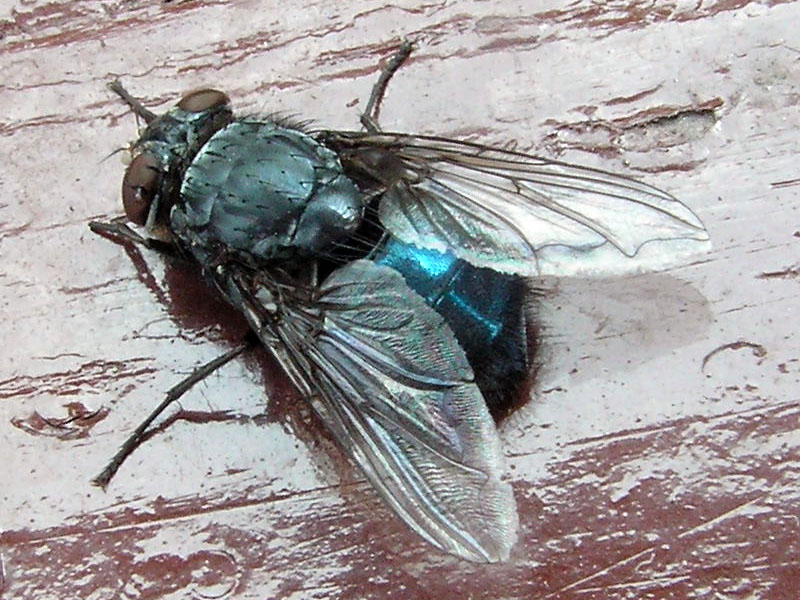
Calliphora vomitoria

Vleesvliegen zijn vliegen met vertegenwoordigers die behoren tot de families Calliphoridae en Sarcophagidae en waartoe vaak verschillende bromvliegen, dambordvliegen gerekend worden. 

## Kenmerken
Deze insecten hebben een robuust, zilvergrijs of zwart lichaam met drie donkere strepen over het borststuk. Het achterlijf is gevlekt als een schaakbord. De lichaamslengte varieert van 2 tot 20 mm.

## Leefwijze
De maden van deze vliegen leven hoofdzakelijk op afval en ook op vlees van open wonden of op aas en kadavers. Deze vliegen kunnen door hun leefwijze onder vee ziekten als myiasis en bij de mens onder andere tyfus, lepra en cholera overbrengen. 

## Voortplanting en ontwikkeling
De ontwikkelde larven worden gericht afgezet of in de vlucht gedropt. Sommigen leven in kadavers, weer anderen parasitair op spinnen, insecten, slakken of wormen. Anderen worden afgezet in lichaamsopeningen of open wonden.

## Verspreiding en leefgebied
Deze familie komt wereldwijd voor op het noordelijk halfrond op bladen, bloemen en kadavers.

## Soorten
Onder deze vliegen zijn in onze omgeving het meest bekend:
- Roodwangbromvlieg
- Blauwe bromvlieg
- Dambordvlieg wordt ook grauwe vleesvlieg genoemd
- Groene vleesvlieg
- Stalvlieg (geen echte vleesvlieg maar een bijtend broertje van de huisvlieg)
- Huisvlieg (geen echte vleesvlieg en kleiner dan de anderen)